# Argynnina cyrila
Argynnina cyrila là một loài bướm ngày thuộc họ Nymphalidae. Nó được tìm thấy ở miền nam Queensland, New South Wales, Nam Úc và Victoria.
Sải cánh dài khoảng 40 mm.
Ấu trùng ăn nhiều loại cỏ.